# Gomphandra donnaiensis
Gomphandra donnaiensis là một loài thực vật có hoa trong họ Stemonuraceae. Loài này được (Gagnep.) Sleumer mô tả khoa học đầu tiên năm 1969.